# Daniel Vallejos
Pour les articles homonymes, voir Vallejos.
Daniel Vallejos (né le 27 mai 1981) est un footballeur international costaricien.